# Véhicule Blindé de Combat d’Infanterie
Der Véhicule Blindé de Combat d’Infanterie (kurz: VBCI, deutsch: Gepanzertes Infanterie-Kampffahrzeug) ist ein achträdriger (8×8), amphibischer Schützen- und Spähpanzer aus französischer Produktion.
Das VBCI wurde vom französischen Rüstungskonzern GIAT entwickelte und zusammen mit dem Lkw-Hersteller Renault Trucks produziert. GIAT ist in diesem Joint Venture für die Aluminiumkarosserie, die Panzerung, den Geschützturm, Waffen sowie die Kommunikations- und Informationssysteme verantwortlich. Arquus, ehemals Renault Trucks Défense, entwickelte und fertigt die Antriebseinheit Driveline 8×8, die hohe Mobilität gewährleisten soll. Driveline 8×8 bezeichnet ein System, das Motor, Fahrgestell und Getriebe beinhaltet.

## Geschichte
In den frühen 1990er-Jahren vereinbarten die Regierungen Frankreichs und Deutschlands, später unter Einbeziehung Großbritanniens, eine Entwicklungskooperation für ein geschütztes Radfahrzeug einzugehen, im Rahmen derer zwei Modelle eines MRAV (Multirole Armoured Vehicle) eingebracht wurden. Dies waren der GTK (Gepanzertes Transport-Kraftfahrzeug) und der VBCI. Nachdem im trinationalen Konsortium im April 1998 die Entscheidung zugunsten des GTK gefallen war, verließ Frankreich die Kooperation, um das Projekt VBCI im Alleingang abzuschließen. Am 6. November 2000 bestellte die französische Regierung 700 Fahrzeuge. In den Jahren 2003 und 2004 verliefen Testläufe der Panzerung, der Elektronik und des Fahrverhaltens erfolgreich. Im darauffolgenden Jahr wurden die ersten fünf Prototypen, vier VCI-Schützenpanzer und ein VPC-Führungsfahrzeug, unter realen Bedingungen getestet. Dabei wurden Konstruktionsfehler im Draggar-Geschützturm entdeckt, deren Behebung das Projekt um zwei Jahre verzögerte. Schließlich wurden zwei weitere neue Prototypen gefertigt. Die 41 ersten Fahrzeuge der nun angelaufenen Serienproduktion wurden 2008 an das 35. Infanterieregiment in Belfort geliefert. Im Dezember 2008 bestellte das französische Verteidigungsministerium 117 weitere VBCI, wodurch die vorläufige Gesamtbestellmenge auf 298 Fahrzeuge stieg.

## Varianten
Beide Varianten sind voll ABC-geschützt und verfügen über modernste elektronische Ausstattung (C4ISR), wie zum Beispiel das französische erweiterte SIR (Système d’Information Régimentaire) oder das reduzierte SIT (Système d’Information Terminal).
- VCI (Véhicule de Combat d’Infanterie): Schützenpanzer
  - SIT (Système d’Information Terminal)
  - Kampfeinheit bestehend aus neun Soldaten, zusätzlich zwei Mann Besatzung
  - Geschützturm mit einer 25-mm-Maschinenkanone
  - 7,62-mm-Maschinengewehr
- VPC (Véhicule Poste de Commandement): mobiler Gefechtsstand
  - zwei Bediener für SIR sowie sieben Soldaten, zusätzlich zwei Mann Besatzung
  - ein 12,7-mm-Maschinengewehr zur Selbstverteidigung